# Oude Steen (Brugge)

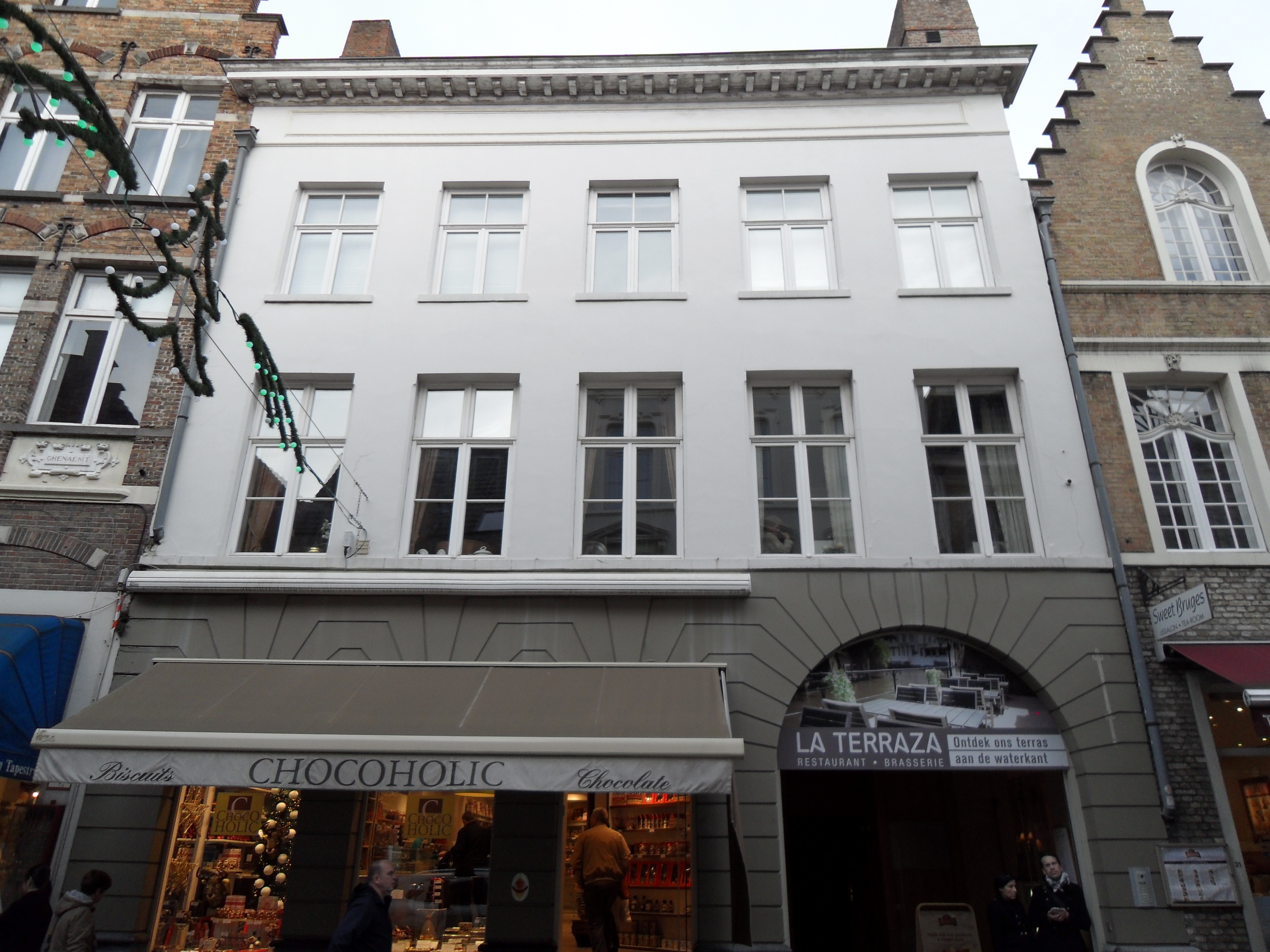
Voorgevel van de 'Oude Steen' Wollestraat, 29.

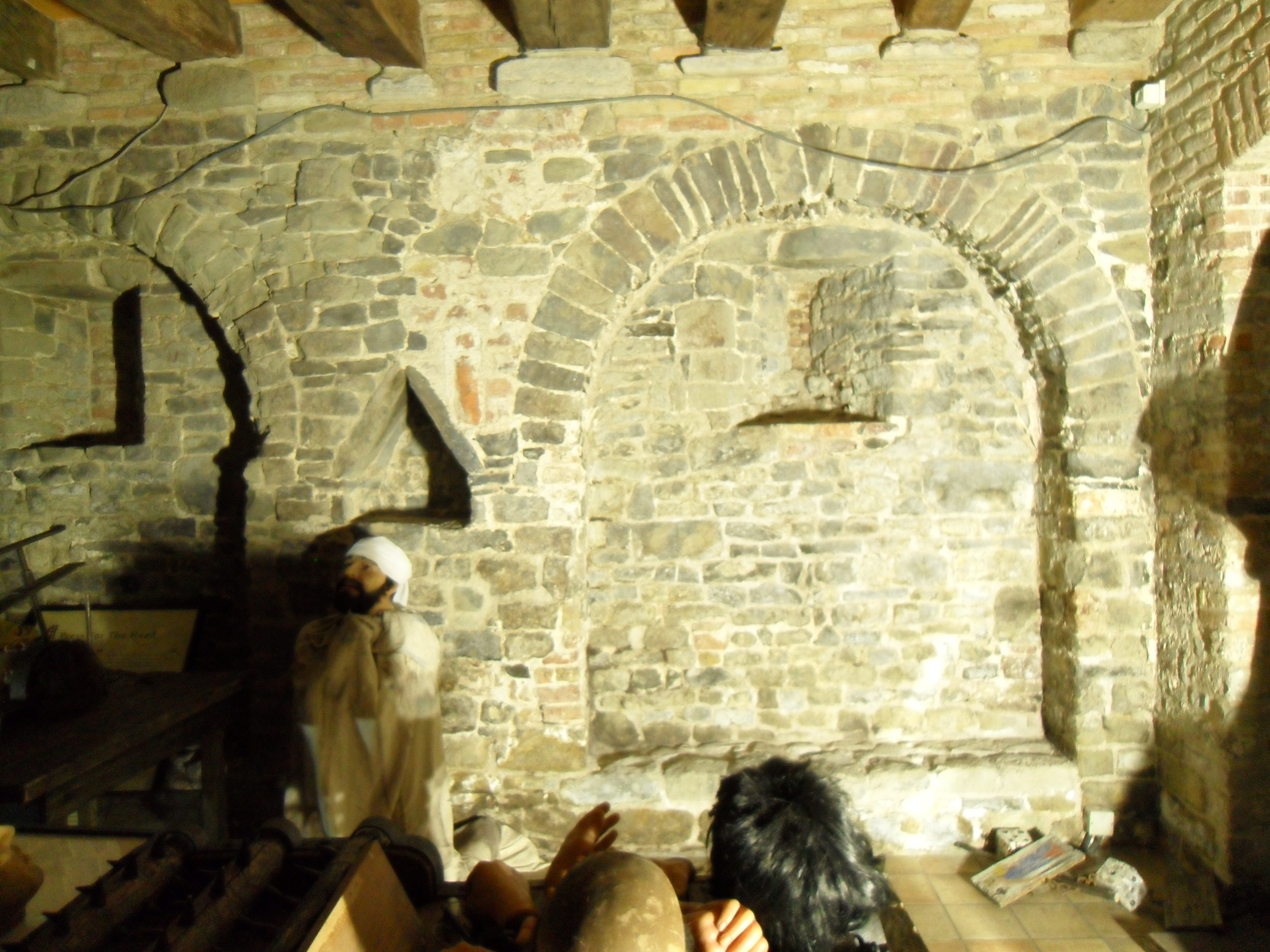
Middeleeuwse constructie met veldsteen en eiken balken

De Oude Steen is een gebouw met een middeleeuwse kern, gelegen aan de Wollestraat 29 in Brugge. Op het gelijkvloers is het House of Waffles gevestigd en in de kelder het Foltermuseum. De kelder in veldsteen bevat volgens dendrochronologisch onderzoek eiken balken van bomen die tussen 1177 en 1205 gekapt zijn. Met een geschat bouwjaar omstreeks 1200 is de Oude Steen het oudst bewaarde woonhuis van Vlaanderen.

## Beschrijving
In zijn huidige vorm is het een rijhuis van drie bouwlagen onder een kroonlijst en een afgeknot zadeldak. De gepleisterde en witgeschilderde lijstgevel gaat terug op een neoclassicistische verbouwing in 1885-1889. De gelijkvloerse verdieping heeft een poort, rondboogvensters en imitatievoegen. De achtergevel is uitgevoerd in baksteen. De middeleeuwse kern in wat nu de kelder is, lag oorspronkelijk gelijkgronds of halfondergronds. Het was toen een vrijstaand gebouw met directe toegang tot de Kraanrei.

## Geschiedenis

### Vroegste geschiedenis
Rond 1350 dook dit huis voor het eerst op in een renteboek onder de naam 'Het Grote Steen'. Meer dan twee eeuwen later werd het in 1580 in de Brugse kadasterboeken opgetekend als 'Het Oude Steen'. Wie de eigenaar was in de 14de eeuw is voorlopig niet bekend. Waarom de naam gewijzigd werd evenmin. De voor de hand liggende hypothese is dat het gebouw aanvankelijk een officiële functie had als 'steen' en nadat het die functie verloren had, 'het Oude Steen' werd genoemd. Er kwam toen immers een nieuw steen dat hoofdzakelijk als gevangenis diende, langs de overkant van de Reie, en gelegen op de Burg, aan de westzijde. Aan de oostzijde was er op diezelfde Burg ook nog een 'grafelijk steen'.
Het is duidelijk dat 'steen' een naam was die gegeven werd aan een stenen gebouw. Men mag er echter aan toevoegen dat het hoogstwaarschijnlijk ook een betekenis had als zijnde een officieel gebouw. Dit wordt hieronder nog aangetoond voor wat betreft 'Het Steen' in andere steden. De stenen gebouwen waren in de hoge middeleeuwen zeldzaam en waren vooral overheidsgebouwen (het belfort en de hallen, het stadhuis, het grafelijk slot) en kerkgebouwen. Maar ze waren nu wel ook niet zo zeldzaam, zodat men niet elk huis dat in veldsteen werd opgetrokken 'Het Steen' zou genoemd hebben. Waarom, onder de stenen huizen die in Brugge werden opgetrokken, is er slechts één die de naam 'Grote Steen, later 'Oude Steen' kreeg? Het is niet onmogelijk dat de naam 'steen' hier ook de overdrachtelijke betekenis had van 'overheidsgebouw', meer bepaald van 'gevangenis of correctiehuis'.
Het was hiervoor wel geschikt gelegen. Het allereerste centrum van de middeleeuwse stad Brugge bevond zich omringd door de Dyver en de Kraanrei, ten westen van de huidige Burg. De hoofdstraat die in deze kleine wijk de 'Burg' heette, werd na de verdere ontwikkelingen op de huidige Burg, de Oude Burg genoemd. En zo evolueerde de Grote Steen die binnen dit oude centrum lag, bijna rechtover de hoofdstraat, in dezelfde tijd tot de Oude Steen.
De vroegste geschiedenis van het huis is te situeren in de twaalfde eeuw. De eigenaar van het huis moest jaarlijks (tot zelfs nog in de zestiende eeuw) een kleine cijnspacht betalen aan de graaf van Vlaanderen, hetgeen doet aannemen dat het huis of minstens de grond waarop het gebouwd werd, oorspronkelijk tot het openbaar domein behoorde.
De eerste bij naam gekende eigenaar was Jacob Alverdoe(n) in 1367. De man behoorde tot de stedelijke elite en was van 1328 tot 1331 schepen en in 1349-1350 burgemeester van de stad Brugge. Hij werd als eigenaar van de 'Oude Steen' opgevolgd door Gillis Balke, Jan Coopman de Jonge, de mercenier Eustachius de Berch, Michiel van den Spikere en Arnoud De Wilde, allen mannen die men bij de elite van de stad terugvond.
Nog meer gegevens over de vroegste bouw van het huis kwamen aan het licht aan de hand van archeologisch onderzoek, uitgevoerd naar aanleiding van verbouwingswerken in 1994. Dat in de kelders veldstenen muren werden ontdekt, was opmerkelijk. De veldsteen (een lokale grijsgroene zandsteen) werd in de twaalfde en vroegdertiende eeuw gebruikt, vooraleer men vanaf de eerste helft van de dertiende eeuw op baksteen overschakelde. Deze vaststelling en nog enkele andere vondsten brachten de archeologen met voldoende zekerheid tot de conclusie dat het gebouw en in de eerste plaats de kelders omtrent 1200 gebouwd werden.

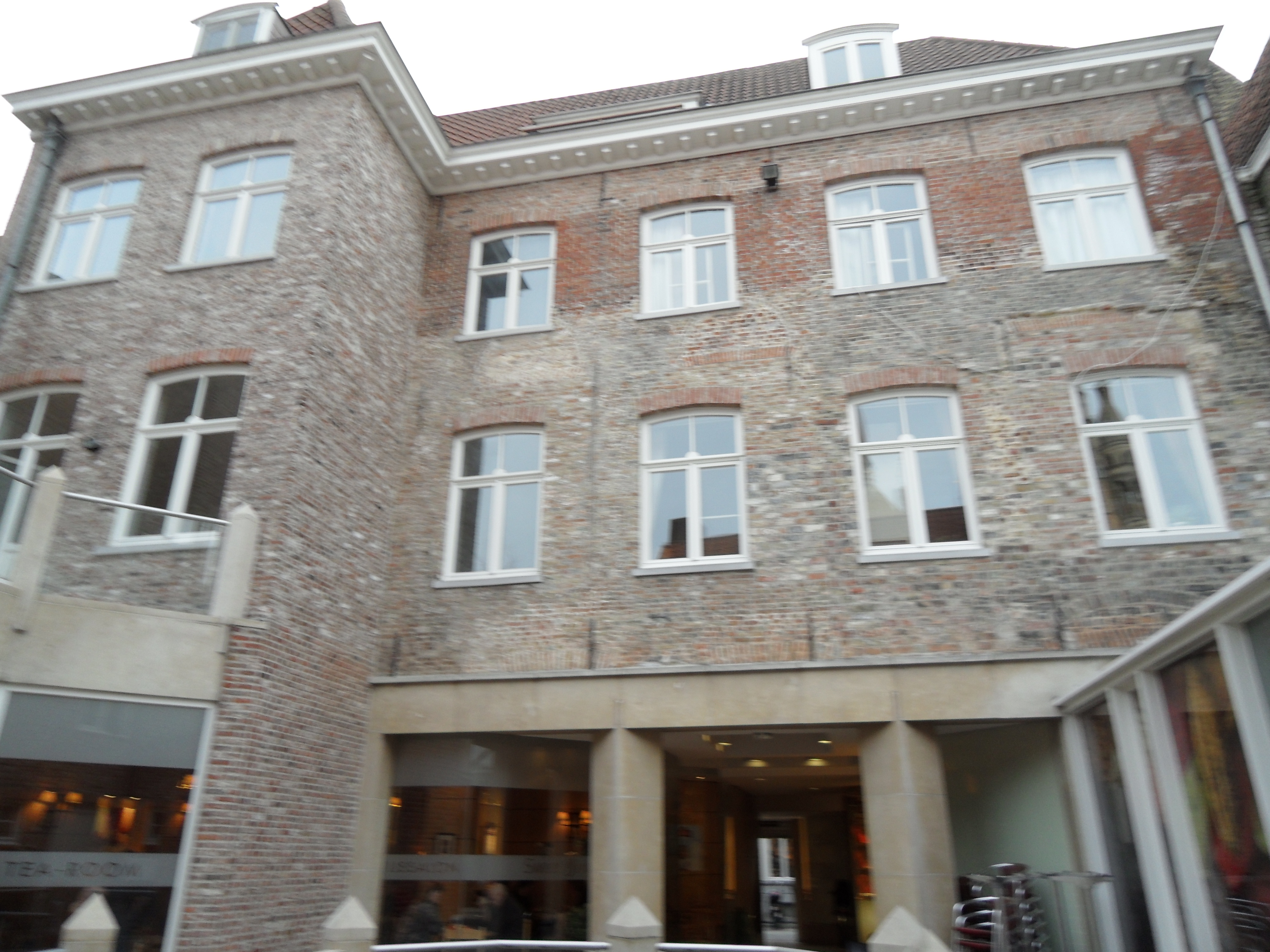
Tuingevel van het huis 'De Oude Steen', Wollestraat 29

### In stadsbezit
In 1479 kocht de stad Brugge het Oude Steen aan, aangevuld met de aparte aankoop in 1481 van de kelders die uitgaven op de reie. De eigenaar van wie men kocht was Joos II van Varsenare, die van september 1480 tot september 1481 burgemeester van de raadsleden was. De transactie vond plaats aan de vooravond van een troebele periode: Maria van Bourgondië stierf in 1482 en de stad Brugge kwam in opstand tegen haar weduwnaar Maximiliaan van Oostenrijk, die haar opvolging wilde nemen. Joos van Varsenare koos de zijde van Maximiliaan en werd als verrader gebrandmerkt. Hij moest de stad ontvluchten en overleed in 1489 in ballingschap.
Men kon voortaan in de stadsrekeningen de werken nagaan die aan het gebouw werden gedaan. Het was niet duidelijk wat de stad met de eigendom voorhad. Misschien werd het als openbare verkoophal gebruikt. Het paalde immers aan het Wolhuis, een stapelhuis voor wol, dat eveneens aan de stad toebehoorde.
Een halve eeuw later, in 1533, verkocht de stad de eigendom aan de arts Pieter Veerse. Na hem werd een Pieter Waes eigenaar en na hem volgden in snel tempo andere eigenaars: Pieter Raes, Adriaan de Muer en de zijdehandelaar Ghysbrecht de Sluutere, die het aankocht in 1577. Hij was de eerste eigenaar die werd vermeld in de registers van de Zestendelen, het nieuwe kadaster van de stad Brugge.

### Zeventiende tot negentiende eeuw
Na de dood van De Sluutere volgde opnieuw een periode van snel elkaar opvolgende eigenaars. Eerst was het Antoine Gallo, die met de weduwe van De Sluutere trouwde, in 1611 was het Willem van de Weghe, drie maanden later stokhouder Andries van Wymeersch en in 1616 Marcus Cassetta die het huis al in 1617 aan Jan Cardinael (1585-1655) verkocht.
De wees Cardinael kreeg zijn opleiding in de Bogaerdenschool voor arme jongens en werd schoolmeester. Hij kocht het Oude Steen om er school in te houden. Hij kon alvast onder zijn leerlingen zijn eigen twaalf kinderen tellen, die hij had bij zijn drie opeenvolgende vrouwen. Toen hij stierf in 1655 nam zijn zoon Xaverius Cardinael (1629-1679) de opvolging in de school en kocht de aandelen in het huis die aan de andere erfgenamen toebehoorden. Zijn dochter Jacoba Cardinael (1667-1732) werd de volgende eigenares, tot aan haar dood. Vanaf 1732 waren Philippe Haeselaert sr. en jr. de eigenaars.
In 1738 werd het huis eigendom van Dominicus Bouvy (1703-1742) en bleef het na zijn vroegtijdige dood eigendom van zijn weduwe Maria-Magdalena Masyn en hun zoon Willem Bouvy. Het pand werd hoofdzakelijk gebruikt als textielhandel, lakenververij en garentwijnderij. In 1803 werd het verkocht aan de garenkoopman Jacques Gombert, die het al in 1805 verkocht aan de uit Amsterdam afkomstige garenfabrikant François De Graeve. Vanaf 1816 verhuurde hij het pand aan de uit Eernegem afkomstige timmerman Pieter Van Waefelghem.

### Twee eeuwen Van Waefelghem
Pieter Van Waefelghem (1780-1839) kocht de eigendom in 1820 aan en sindsdien en tot vandaag, bleef het aan dezelfde familie behoren. Naast het atelier aan de achterzijde van het gebouw werd aan de straatkant zijn meubelhandel ingericht. De opvolger was Charles Van Waefelghem (1821-1896) en na hem kwam zijn neef Emile Van Waefelghem (1847-1917).
In 1889 werd de voorgevel verbouwd, van een trapgevel naar een sobere lijstgevel. De gelijkvloers werd een winkelpui, met een middendeur geflankeerd door twee etalages.
Emile had een oudere broer, Louis Van Waefelghem (1840-1908) die als violist een grote reputatie verwierf in binnen- en buitenland. De familie Van Waefelghem behoorde tot de bekende liberalen in Brugge en toen Maurits Sabbe zijn verhaal schreef over Het Kwartet der Jacobijnen, dat in een liberaal milieu is gesitueerd, leende hij de naam Van Waefelghem om er de eerste viool van het kwartet mee te sieren.
Emile werd op zijn beurt opgevolgd door zijn zoon Georges Van Waefelghem (1885-1946), de laatste meubelfabrikant van de familie. Na het beëindigen van deze activiteit, werd het gebouw gedurende een halve eeuw verhuurd, onder meer aan de meubelzaak Jerome De Jonckheere.
Monique Van Waefelghem (1929-2014), dochter van Georges, was de laatste privé-eigenares van het Oude Steen, dat in 1991, samen met het aanpalende pand, dat lang bekendstond als het 'Stedenhuis', in een familiale patrimoniumvennootschap werd ondergebracht door de dochter van Van Waefelghem en haar schoonzoon, onder de naam Stedenhuis. In de jaren 1994-1995 werden aanzienlijke werken ondernomen, waarbij verschillende winkelpanden en appartementen in de twee gebouwen werden ingericht. Bij die gelegenheid werden archeologische onderzoeken ingesteld die toelieten de vroegste geschiedenis van het aloude Oude Steen beter te kennen.

### Foltermuseum
In 2015 opende in de middeleeuwse kelders van het gebouw het Museum of Medieval Instruments of Torture, dat in het teken staat van middeleeuwse foltertuigen.

### House of Waffles
In de winter van 2018 werd aan de voorzijde van de Oude Steen het House of Waffles opgericht door de kinderen en kleinkinderen van Monique Van Waefelghem. Monique was de laatste telg van het geslacht Van Waefelghem en werd in 1929 geboren in het pand in de Wollestraat.

## Gelijkaardige gebouwen
Het is interessant een vergelijking te maken met andere steden waar een groot gebouw 'steen' werd genoemd.
In Antwerpen is Het Steen het oudste bewaarde gebouw van Antwerpen, en het werd gebouwd tussen 1200 en 1225. Binnen deze Burcht bevonden zich belangrijke instellingen zoals de Vierschaar (de voormalige rechtbank), waar onvermijdelijk ook de folterkamers zich bevonden.
In Gent is er het Gravensteen waarvan het thans bestaande bouwwerk dateert uit 1180 en werd opgetrokken door graaf Filips van de Elzas (1142-1191) op de percelen waar vroeger al een grafelijk slot op stond. De burcht was niet alleen de verblijfplaats voor de graaf, als hij toevallig in Gent resideerde, maar ook de zetel voor allerhande overheidsactiviteiten.
Ook nog in Gent was er het Geeraard de Duivelsteen, een stenen huis dat in de dertiende eeuw toebehoorde aan ridder Geeraard Vilain, bijgenaamd Geeraard de Duivel, tweede zoon van een burggraaf van Gent, Zeger III Vilain. In de veertiende eeuw werd het gebouw eigendom van de stad en vervulde in de loop van de eeuwen diverse functies: adellijke residentie, wapenarsenaal, klooster, school, bisschoppelijk seminarie, krankzinnigengesticht en vooral ook gevangenis.
Ook al zijn vergelijkingen niet doorslaggevend, ze tonen duidelijk aan dat de naam 'Steen' vaak gebruikt werd voor een gebouw dat als gevangenis werd gebruikt.
Dit was ook het geval in Brugge toen de gevangenis werd ondergebracht in Het Steen op de Burg, en dit tot op het einde van de zeventiende eeuw. Het is niet onmogelijk dat dit een plek was die de opvolging had genomen van de Oude Steen, gelegen bijna recht ertegenover, aan de overzijde van de Kraanrei.